# Baduário (Cítia)
Baduário (em latim: Baduarius) foi um general bizantino do século VI, ativo durante o reinado de Justiniano (r. 527–565) na Cítia Menor. Patrick Amory considera o nome Baduário como de origem germânica.

## Biografia

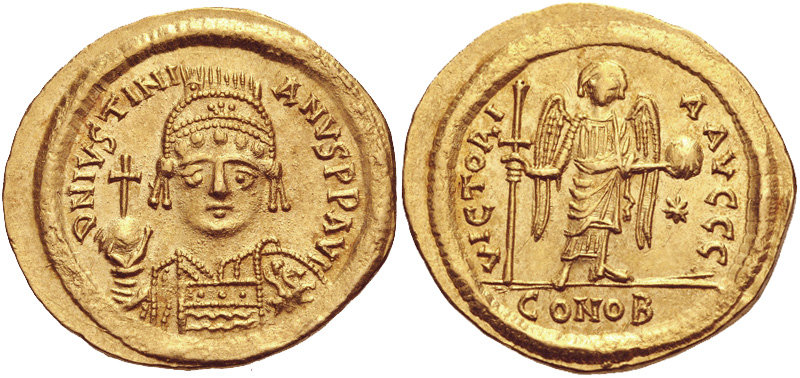
Soldo de Justiniano r.

Baduário é mencionado nos escritos de João Malalas, João de Niciu, Teófanes, o Confessor e Jorge Cedreno. É citado em grego como estratelata da Cítia, portanto talvez um mestre dos soldados. Em 528, Baduário e Gudila lideraram uma expedição militar de Odesso (moderna Varna) contra os hunos da Crimeia. Sob o líder deles Mugel, os hunos haviam capturado regiões bizantinas nas costas do mar Negro.
Também em 528, Baduário foi mencionado como duque da Cítia. Ele e Justino, duque da Mésia Secunda, juntaram suas forças em batalha contra uma força de invasores estrangeiros. Malalas registra "os hunos", enquanto Teófanes identifica-os como búlgaros. Justino foi morto e os invasores entraram na Trácia. Justino foi substituído por Constancíolo.
Enquanto as operações contra os invasores continuaram, Baduário não foi citado tomando parte delas. Com as batalhas posteriores ocorrendo a alguma distância da Cítia Menor, pode ter nada a ver com elas. Seu destino é desconhecido. Um jovem Baduário esteve ativo no reinado de Justino II (r. 565–578). A Prosopografia do Império Romano Tardio considera-o provavelmente como um filho ou neto do estratelata da Cítia.